# Autigny-la-Tour
Autigny-la-Tour là một xã, nằm ở tỉnh Vosges trong vùng Grand Est của Pháp. Xã này có diện tích 15,86 kilômét vuông, dân số năm 1999 là 161 người. Xã này nằm ở khu vực có độ cao trung bình 260 m trên mực nước biển.
Dân địa phương tiếng Pháp gọi là Revois.

## Biến động dân số
| 1962                                         | 1968 | 1975 | 1982 | 1990 | 1999 |
| -------------------------------------------- | ---- | ---- | ---- | ---- | ---- |
| 160                                          | 162  | 189  | 180  | 175  | 161  |
| Số liệu từ năm 1962: Dân số không tính trùng |      |      |      |      |      |